# 福平 (黒部市)
福平（ふくひら）は、富山県黒部市の地名。郵便番号は938-0815。布施川の上流で、旧黒部市域の布施川沿いでは最奥部の集落である。
かつては布施谷道の終点、山街道の交差地点かつ僧ヶ岳の登山口として交通の要衝となっていた。現在でも富山県道125号福平石田線および富山県道126号福平経田線の起点として機能している。

## 歴史
元々この地はフキが多く育っていたことから『蕗平』（フキヒラ）という名称であったが、僧ヶ岳の登山客が多くなったことで当地が登山基地として収入が増えるようになったことから、『福平』に改称されたと言われている。
江戸期は新川郡布施保、加賀藩に所属し、1889年に東布施村の大字となり、1953年に桜井町を経て、1954年に黒部市の現行大字となる。

## 小・中学校の校区
市立小・中学校に通う場合、学区は以下の通りとなる。
| 番地 | 小学校               | 中学校             |
| ---- | -------------------- | ------------------ |
| 全域 | 黒部市立たかせ小学校 | 黒部市立清明中学校 |

## 施設・名所
- 布施川ダム
- 白山社[7]
- 鼻の滝